# Невшехир
Невшехир (Сион) (на турски: Nevşehir) е град и административен център на вилает Невшехир в Централна Турция. Населението му е 67 864 жители (2000 г.). Разположен е на 1224 метра н.в. на 290 км от Анкара в историческата област Кападокия.